# کریون شکارچی
کریون شکارچی (به انگلیسی: Kraven the Hunter) با نام اصلی سرگئی کراوینوف، یک شخصیت تخیلی و ابر شرور در کتاب‌های کامیک است. این کاراکتر به دست استن لی و استیو دیتکو خلق شده و در مرد عنکبوتی شگفت‌انگیز شماره ۱۵ام (اوت ۱۹۶۴) معرفی شد. اگر چه او گهگاه در عناوین شخصیت های دیگر ظاهر می شد، اما اغلب از او به عنوان دشمن مرد عنکبوتی استفاده می‌شد.  او در خط داستانی تحسین شده ۱۹۸۷ توسط جی ام دی ماتیس، مایک زک و باب مک لئود، «آخرین شکار کریون» کشته شد.

جدا از کتاب‌های کامیک، شرکت مارول از کراون شکارچی در دیگر کالاهای خود از جمله پوشاک، اسباب‌بازی، ورق بازی، انیمیشن‌های تلویزیونی و بازی‌های رایانه‌ای استفاده کرده است.
نام اصلی او سرگئی نیکلایویچ کراوینوف بوده و دشمن مرد-عنکبوتی است. وی همچنین پدر آلیوشا و ولادمیر کراوینوف و برادر ناتنی دیمیتری اسمریدیاکوو، معروف به آفتاب‌پرست، می‌باشد.
او که قدرت‌هایش شامل زور، سرعت، استقامت و انعطاف ابرانسانی، دیرپیری، ورزشکار در سطح المپیک، متخصص فنون جنگ با استعداد، شکارچی و مبارز تن به تن حرفه‌ای می‌شود، عضو گروه‌های ابرتبه‌کارانه‌ای چون شش خبیث و خاندان کراوینوف است.
در سال ۲۰۰۹، کریون شکارچی رتبهٔ ۵۳ام را در لیست بزرگترین تبه‍کاران کتاب‌های کمیک آی‌جی‌ان بدست آورد.

## در رسانه
- آرون تایلر-جانسون[۴]، قرار است نقش این شخصیت را در فیلم مستقل کریون شکارچی (۲۰۲۳) به کارگردانی جی. سی. چاندور[۵] بازی کند.